# Man, A Natural Girl
Diffusion
Man, A Natural Girl (天然少女萬, Tennen shо̄jo Man) est une mini-série japonaise réalisée par Takashi Miike et sorti en 1999. Il s'agit d'une adaptation d'un manga de Tetsuya Koshiba. Une suite intitulée Man, Next Natural Girl: 100 Nights In Yokohama est sortie la même année en téléfilm.

## Synopsis
une écolière qui possede des talents de combat fabuleux.

## Fiche technique
- Titre : Man, A Natural Girl
- Titre original : 天然少女萬 (Tennen shо̄jo Man)
- Réalisation : Takashi Miike
- Photographie : Jun Maruyama, Masayuki Suzuki et Katsumi Takeuchi
- Scénario : Itaru Era d'après un manga de Tetsuya Koshiba
- Mixage des sons : Yoshiya Obara
- Pays d'origine : Japon
- Langue : japonais
- genre : action , horreur , fantastique
- interdit aux moins de 12 ans

## Distribution
- Megumi Asakura
- Yoshihiko Hakamada
- Jun Matsuda
- Shunsuke Matsuoka
- Yuki Matsuoka
- Runa Nagai
- Kо̄ji Tsukamoto
- Natsumi Yokoyama